# Jesenovik
Jesenovik (en italien : Iessenovizza ou Santa Maria del Lago) est une localité de Croatie située en Istrie, dans la municipalité de Kršan, dans le comitat d'Istrie. En 2001, la localité comptait 59 habitants.

## Démographie
| 1948 | 1953 | 1961 | 1971 | 1981 | 1991 | 2001 |
| ---- | ---- | ---- | ---- | ---- | ---- | ---- |
| 227  | 217  | 155  | 106  | 92   | 80   | 59   |